# Fissidens macrosporoides
Fissidens macrosporoides là một loài Rêu trong họ Fissidentaceae. Loài này được Dixon & P. de la Varde mô tả khoa học đầu tiên năm 1930.